# Guglielmo I da Rizolio
Guglielmo I da Rizolio (Milano, ... – Milano, 28 marzo 1241) è stato un arcivescovo cattolico italiano.

## Biografia
Guglielmo da Rizolio, di origine incerta, venne nominato arcivescovo di Milano già dal 15 ottobre 1230, ma prese possesso effettivo dell'arcidiocesi solo dopo la sua consacrazione pontificia, avvenuta solo nel 1232.
Già il 22 maggio 1231, ad ogni modo, il pontefice Gregorio IX aveva ribadito alla sua figura il ruolo primario nella lotta agli eretici e gli intimò di pubblicare nella diocesi gli statuti contro gli eretici con scadenza mensile.
L'operato del Rizolio, salito appunto alla cattedra milanese nel 1232, si dimostrò ad ogni modo più che efficace: apprendiamo infatti dai documenti che già il 26 novembre e il 1º dicembre 1233 papa Gregorio IX si rallegra con l'arcivescovo Guglielmo da Rizolio e con il clero milanese per la solerzia manifestata nell'estirpare da Milano ogni forma di eresia.
Frate Stefano, priore domenicano della provincia lombarda, sembrò confermare questi dati positivamente, ricordando che in tutta la Lombardia un gran numero di eretici era stato mandato al rogo in quell'anno e più di 100.000 uomini si erano convertiti alla fede cattolica.
Guglielmo da Rizolio morì il 28 marzo 1241.